# 695 TCN
695 TCN là một năm trong lịch La Mã.